# Metrische tensor
Een metrische tensor is een symmetrische tensor van type (0,2) op een gladde variëteit. Dat wil zeggen dat in elk punt van deze ruimte, de metrische tensor een symmetrische bilineaire vorm bepaalt op de raakruimte:
{\displaystyle g(p):T_{p}M\times T_{p}M\to \mathbb {R} ;\quad (v,w)\mapsto g(p)(v,w)}
De metrische tensor bepaalt de lokale meetkundige structuur van de variëteit volledig. Het kan onder meer een riemann-variëteit of een lorentz-variëteit betreffen. De krommingstensor van Riemann kan uit de metrische tensor afgeleid worden. De tensor is een entiteit op zichzelf, onafhankelijk van de gebruikte coördinaten. Een beschrijving in termen van coördinaten verandert dus bij een coördinatentransformatie.

## Vlakke ruimte
Een metrische tensor op een eindig-dimensionale vectorruimte is in elk punt van de ruimte dezelfde symmetrische bilineaire vorm op de raakruimte, dus wordt door een bilineaire vorm op de ruimte zelf gegeven. Dit is enerzijds een bijzonder geval van een gladde variëteit, en is anderzijds van toepassing op elke raakruimte van een gladde variëteit.
Als {\displaystyle g} positief-definiet is, dan is {\displaystyle g} een inwendig product, dus is de wortel een norm en een metriek in de strikte zin van een metrische ruimte. Er is dan een basis ten opzichte waarvan de coördinatenruimte de euclidische ruimte van de betreffende dimensie is, dus de metriek de euclidische metriek. Er geldt dan voor basisvectoren {\displaystyle g(b_{i},b_{j})=\delta _{ij}}, de kroneckerdelta. De lengte van een kromme in termen van de betreffende metriek is dan de lijnintegraal {\displaystyle \int {\sqrt {g(\mathrm {d} x,\mathrm {d} x)\ }}}. Dit kan worden genoteerd als {\displaystyle (\mathrm {d} s)^{2}=g(\mathrm {d} x,\mathrm {d} x)}, met {\displaystyle \mathrm {d} s} de lengte van een lijnelement.
Een ander belangrijk geval is de minkowski-ruimte, dat is in de speciale relativiteitstheorie de ruimte van positieviervectoren met de bilineaire vorm {\displaystyle (ct)^{2}-\|r\|^{2}}, hier met tijdachtige tekenconventie, dat wil zeggen dat de bilineaire vorm op een wereldlijn positief is. De metrische tensor is hier de minkowskitensor. Bij een tijdachtige scheiding geldt {\displaystyle (c\mathrm {d} \tau )^{2}=(c\mathrm {d} t)^{2}-\|\mathrm {d} r\|^{2}}, met {\displaystyle \tau } de eigentijd. Deze {\displaystyle (c\mathrm {d} t)^{2}-\|\mathrm {d} r\|^{2}} is dus lorentzinvariant, ook bij een ruimteachtige scheiding.
De tweedimensionale variant is een vereenvoudigde versie van de minkowskitensor waarbij een tweedimensionaal minkowski-diagram duidelijk kan zijn. Er is symmetrie tussen de coördinaten {\displaystyle ct} en {\displaystyle x}, in de zin dat bij verwisseling alleen het teken van de bilineaire vorm wisselt. Er is dus, wiskundig gezien, vergaande symmetrie tussen tijd en ruimte. Natuurkundig is er nog steeds het verschil dat een tijdachtige ruimtetijdkromme in principe een mogelijke wereldlijn van een object is, een andere kromme niet.
De driedimensionale variant is een meer geavanceerde, iets minder vereenvoudigde versie van de minkowskitensor, waarbij de ruimte een tijdas en twee ruimteassen heeft. Deze ruimte is gemakkelijker om zich voor te stellen dan de vierdimensionale ruimtetijd, maar wel voldoende om bepaalde eigenschappen en formules die in een tweedimensionale ruimtetijd niet voorkomen duidelijk te maken.

## Variëteit
De metrische tensor is zoals gezegd gedefinieerd op een gladde variëteit, met raakruimtes, die vectorruimtes zijn, maar is zelf in het algemeen geen vectorruimte.
Bij een riemann-variëteit is de symmetrische bilineaire vorm op elke raakruimte positief-definiet, dus is iedere raakruimte een metrische ruimte. De booglengte van een kromme is weer de lijnintegraal {\displaystyle \int {\sqrt {g(\mathrm {d} x,\mathrm {d} x)}}}, of ook weer {\displaystyle (\mathrm {d} s)^{2}=g(\mathrm {d} x,\mathrm {d} x)}, met {\displaystyle \mathrm {d} s} de lengte van een lijnelement. De afstand tussen twee punten kan dan in principe worden gedefinieerd als de lengte van de kortste kromme tussen de punten, waarmee de variëteit zelf een metrische ruimte wordt.
Verschillende andere meetkundige noties, zoals de hoek, oppervlak of inhoud, kromming, de gradiënt van een functie en divergentie van een vectorveld kunnen  ook op een riemann-variëteit worden gedefinieerd.
Een voorbeeld is de eenheidscirkel {\displaystyle S^{1}} in {\displaystyle \mathbb {R} ^{2}}. De raakruimte van {\displaystyle S^{1}} in een punt {\displaystyle p} is de raaklijn aan {\displaystyle S^{1}} in {\displaystyle \mathbb {R} ^{2}}. Als de oorsprong van de vectorruimte {\displaystyle T_{p}S^{1}} nemen we het raakpunt {\displaystyle p} zelf. De metriek is die van de euclidische ruimte {\displaystyle \mathbb {R} ^{2}}, een deelverzameling van een metrische ruimte is met daarbinnen dezelfde afstanden zelf een metrische ruimte. De afstand tussen twee punten op de cirkel wordt nu gedefinieerd als de lengte van de kortste kromme langs de cirkel tussen de punten. Dit is een andere metriek dan rechtstreeks volgens de metriek van {\displaystyle \mathbb {R} ^{2}}.

## Coördinaten
De tensor heeft twee covariante indices, genoteerd als onderindices. Hij kan worden voorgesteld als een vierkante, niet-singuliere symmetrische{\displaystyle n\times n}-matrix, waarbij {\displaystyle n} de dimensie is van de ruimte, niet te verwarren met de dimensie van een eventuele hogerdimensionale ruimte waarin de ruimte ingebed wordt gedacht om de kromming te illustreren. De matrix is een functie van het punt in de ruimte. De componenten worden aangeduid met {\displaystyle g_{ij}}, waarbij de indices {\displaystyle i} en {\displaystyle j} lopen van 1 tot en met {\displaystyle n}; in de relativiteitstheorie worden vaak Griekse letters voor de indices gebruikt. De componenten vormen dus een vierkante {\displaystyle n\times n}-matrix. Ze zijn de waarden van de bilineaire vorm bij toepassing op twee eenheidsvectoren in een gegeven lokaal coördinatenstelsel, en dus afhankelijk van de keuze daarvan. In einstein-/tensornotatie is de bilineaire vorm {\displaystyle g_{ij}v^{i}w^{j}} of {\displaystyle g_{\mu \nu }v^{\mu }w^{\nu }}. In de natuurkunde geldt dat als {\displaystyle v} en {\displaystyle w} positieviervectoren zijn, {\displaystyle g_{ij}v^{i}w^{j}} de dimensie lengte in het kwadraat heeft. De dimensie van {\displaystyle x^{\mu }} is in het algemeen afhankelijk van {\displaystyle \mu }. De dimensie is bijvoorbeeld lengte of tijd, of het gaat bijvoorbeeld om een dimensieloze grootheid. Uit het voorgaande volgt dat de dimensie van {\displaystyle g_{\mu \nu }} is: lengte in het kwadraat, gedeeld door de dimensie van de {\displaystyle \mu }'de coördinaat, en gedeeld door de dimensie van de {\displaystyle \nu }-de coördinaat (zie bijvoorbeeld de schwarzschildmetriek in bolcoördinaten). De notatie van covariante en contravariante indices sluit hierbij aan: een bovenindex betekent vermenigvuldigen met, een onderindex delen door de betreffende dimensie om de dimensie van het resultaat te bepalen. Bij toepassing op een positieviervector en zichzelf krijgen we {\displaystyle g_{\mu \nu }x^{\mu }x^{\nu }} met dimensie lengte in het kwadraat. De metrische tensor kan niet alleen op positieviervectoren, maar ook op andere viervectoren worden toegepast, mede omdat de dimensies van de componenten van een viervector een vaste verhouding hebben met de dimensies van de componenten van de positieviervector. Voor bijvoorbeeld de viersnelheid {\displaystyle \mathbf {V} } van een object heeft {\displaystyle V^{\mu }} de dimensie van de {\displaystyle \mu }-de coördinaat van de positieviervector, gedeeld door tijd, en geldt {\displaystyle g_{\mu \nu }\mathbf {V} ^{\mu }\mathbf {V} ^{\nu }=c^{2}}. De dimensie van een viervector {\displaystyle \mathbf {U} } is de wortel van de dimensie van {\displaystyle g_{\mu \nu }\mathbf {U} ^{\mu }\mathbf {U} ^{\nu }}.
{\displaystyle g^{\mu \nu }}, dus zonder de exponent -1, is de notatie voor de inverse matrix van de metrische tensor. Het verhogen van de twee indices van een matrix betekent echter alleen bij de metrische tensor het inverteren van de matrix. In het algemeen geldt voor een door een matrix gegeven tensor: {\displaystyle A^{\alpha \beta }=g^{\alpha \mu }g^{\beta \nu }A_{\mu \nu }}. Verder geldt {\displaystyle g_{c}^{a}=g^{ab}g_{bc}=\delta _{c}^{a}} (dimensieloos).
De metrische tensor in de relativiteitstheorie is een symmetrische 4×4-matrix, die dus door 10 reële functies van de vier ruimtetijdvariabelen is gegeven.
Een lijnelement van een ruimtetijdkromme is tijdachtig  als bij de mostly minus conventie {\displaystyle g_{\mu \nu }\mathrm {d} x^{\mu }\mathrm {d} x^{\nu }} (einsteinnotatie, dus de som over de indices) positief is. Anders gezegd: een ruimtetijdkromme is tijdachtig in een punt van de kromme als voor de raaklijn door dat punt aan de kromme geldt dat {\displaystyle g_{\mu \nu }\Delta x^{\mu }\Delta x^{\nu }} positief is. Het lijnelement is 'lichtachtig' als {\displaystyle g_{\mu \nu }\mathrm {d} x^{\mu }\mathrm {d} x^{\nu }} nul is. Het lijnelement is 'ruimteachtig' als {\displaystyle g_{\mu \nu }\mathrm {d} x^{\mu }\mathrm {d} x^{\nu }} negatief is. Een ruimtetijdkromme is 'tijdachtig' enzovoort. als elk lijnelement dat is (in de andere formulering: als de ruimtetijdkromme dat in elk van zijn punten is). Een tijdachtige ruimtetijdkromme is in principe een mogelijke wereldlijn van een object, afhankelijk van de niet-gravitatiekrachten die erop werken. Een wereldlijn van een object waarop geen niet-gravitatiekrachten werken is niet alleen tijdachtig, maar ook een geodeet.
De lengte van een tijdachtige of ruimteachtige kromme is de lijnintegraal {\displaystyle \int {\sqrt {|g_{\mu \nu }\mathrm {d} x^{\mu }\mathrm {d} x^{\nu }|}}}, en is resp. {\displaystyle c} maal de eigentijd, of de eigenafstand (bij een riemann-variëteit kunnen de absolute-waardestrepen weggelaten worden en krijgen we {\displaystyle \int {\sqrt {g_{\mu \nu }\mathrm {d} x^{\mu }\mathrm {d} x^{\nu }}}}, de afstand langs de kromme). Bij een tijdachtige scheiding en een tijdachtige tekenconventie kan de metrische tensor dus beschreven worden met een notatie van de vorm {\displaystyle c^{2}\mathrm {d} \tau ^{2}=g_{\mu \nu }\mathrm {d} x^{\mu }\mathrm {d} x^{\nu }}. Daarmee ligt de tensor vast en kan die ook worden toegepast bij een ruimteachtige scheiding.
Voor een gladde variëteit zijn niet altijd globale coördinaten mogelijk. Bij de genoemde integraal kan het coördinatenstelsel dus wisselen langs de kromme. Dit gebeurt zo dat de integraal eenduidig bepaald blijft, zie ook onder.
Voor de minkowskiruimte is er naast de tekenconventie en de conventie voor de positie van de coördinaat die de tijd representeert (op de eerste of laatste plaats) nog de keuze of deze inderdaad dimensie tijd heeft, en het diagonaalelement in absolute waarde de lichtsnelheid {\displaystyle c} in het kwadraat is, of dat deze dimensie lengte heeft, door de tijd te vermenigvuldigen met {\displaystyle c}, en het diagonaalelement in absolute waarde het dimensieloze getal 1 is. {\displaystyle g_{\mu \nu }} wordt hier genoteerd {\displaystyle \eta _{\mu \nu }}

## Coördinatentransformatie
Een coördinatentransformatie met bijbehorende verandering van de matrix van grootheden {\displaystyle g_{\mu \nu }} levert dezelfde {\displaystyle g_{\mu \nu }v_{\mu }w_{\nu }} op, zodat de nieuwe matrix dezelfde meetkundige structuur bepaalt. Er geldt:
{\displaystyle g_{{\bar {\mu }}{\bar {\nu }}}={\frac {\partial x^{\rho }}{\partial x^{\bar {\mu }}}}{\frac {\partial x^{\sigma }}{\partial x^{\bar {\nu }}}}g_{\rho \sigma }}
Dit komt neer op het toepassen van de metrische tensor op paren kolommen van de jacobiaan van de coördinatentransformatie, vergelijk de jacobiaan bij overgang op poolcoördinaten.
Voorbeeld: de minkowskitensor {\displaystyle \eta _{\mu \nu }} = diag (1,-1,-1,-1) gebruikt coördinaat {\displaystyle ct}, terwijl {\displaystyle g_{\mu \nu }} = diag (c2,-1,-1,-1) met coördinaat {\displaystyle t} dezelfde meetkundige structuur bepaalt. In dit geval heeft {\displaystyle g_{tt}} de dimensie snelheid in het kwadraat en zijn {\displaystyle g_{xx}}, {\displaystyle g_{yy}} en {\displaystyle g_{zz}} dimensieloos, zodat {\displaystyle g_{\mu \nu }v^{\mu }w^{\nu }} zoals steeds de dimensie lengte in het kwadraat heeft.

## Poolcoördinaten
In elk punt van het vlak met de gewone metriek is de metrische tensor het standaardinproduct op de raakruimte:
{\displaystyle g(p):T_{p}M\times T_{p}M\to \mathbb {R} ;\quad (v,w)\mapsto v\cdot w=\|v\|\|w\|\cos \phi }
met {\displaystyle \phi } de hoek tussen {\displaystyle v} en {\displaystyle w}. {\displaystyle g(p)} hangt dus niet van {\displaystyle p} af (de ruimte is vlak).
De keuze van de basis van de raakruimte kan echter wel van {\displaystyle p} afhangen. Zo geldt in poolcoördinaten (als eenvoudig voorbeeld van kromlijnige coördinaten)
{\displaystyle {\begin{bmatrix}\mathrm {d} x^{1}\\\mathrm {d} x^{2}\end{bmatrix}}={\begin{bmatrix}\cos \theta _{p}&-r_{p}\sin \theta _{p}\\\sin \theta _{p}&r_{p}\cos \theta _{p}\\\end{bmatrix}}{\begin{bmatrix}\mathrm {d} r\\\mathrm {d} \theta \\\end{bmatrix}}}
waarbij de kolommen van de matrix de basisvectoren in de raakruimte in {\displaystyle p} zijn, en:
{\displaystyle g_{\mu \nu }\mathrm {d} x^{\mu }\mathrm {d} x^{\nu }=(\mathrm {d} r)^{2}+r_{p}^{2}(\mathrm {d} \theta )^{2}}
dat kortweg kan worden genoteerd
{\displaystyle (\mathrm {d} r)^{2}+r^{2}(\mathrm {d} \theta )^{2}}
De matrix van waarden {\displaystyle g_{\mu \nu }} is dus {\displaystyle \mathrm {diag} (1,r^{2})} en hangt dus van {\displaystyle r} af.
Het voorbeeld illustreert ook dat de dimensie van {\displaystyle x^{\mu }} afhankelijk kan zijn van {\displaystyle \mu }. Deze dimensies zijn hier lengte en dimensieloos. De dimensie van {\displaystyle g_{\mu \nu }} is lengte in het kwadraat, gedeeld door de dimensie van de {\displaystyle \mu }-de coördinaat, en gedeeld door de dimensie van de {\displaystyle \nu }-de coördinaat, hier dimensieloos en lengte in het kwadraat.

## Christoffelsymbolen
De christoffelsymbolen worden als volgt gedefinieerd in termen van de metrische tensor:
{\displaystyle \Gamma _{\beta \gamma }^{\alpha }={\frac {1}{2}}g^{\alpha \epsilon }(\partial _{\gamma }g_{\beta \epsilon }+\partial _{\beta }g_{\gamma \epsilon }-\partial _{\epsilon }g_{\beta \gamma })}
De dimensie van {\displaystyle \Gamma _{\beta \gamma }^{\alpha }} is de dimensie van de {\displaystyle \alpha }-de coördinaat, gedeeld door de dimensie van de {\displaystyle \beta }-de coördinaat, en gedeeld door de dimensie van de {\displaystyle \gamma }-de coördinaat.
Enkele speciale gevallen:
- {\displaystyle g_{\mu \nu }} hangt niet van het punt in de ruimte af. In dat geval geldt {\displaystyle \Gamma _{\beta \gamma }^{\alpha }=0}.
- De ruimte is eendimensionaal. In dat geval geldt:

{\displaystyle \Gamma _{11}^{1}={\frac {1}{2}}g^{11}\partial _{1}g_{11}}

## Covariante afgeleide
Voor een contravariante tensor {\displaystyle A^{\nu }} wordt de covariante afgeleide {\displaystyle \nabla A^{\nu }} in de {\displaystyle \mu }-richting gegeven door
{\displaystyle \nabla _{\mu }A^{\nu }=\partial _{\mu }A^{\nu }+\Gamma _{\mu \rho }^{\nu }A^{\rho }}
en voor een covariante tensor door
{\displaystyle \nabla _{\mu }A_{\nu }=\partial _{\mu }A_{\nu }-\Gamma _{\mu \nu }^{\rho }A_{\rho }}
Enkele speciale gevallen:
- {\displaystyle g_{\mu \nu }} hangt niet van het punt in de ruimte af. In dat geval geldt 
  - {\displaystyle \nabla _{\mu }A^{\nu }=\partial _{\mu }A^{\nu }}
  - {\displaystyle \nabla _{\mu }A_{\nu }=\partial _{\mu }A_{\nu }}
- De ruimte is eendimensionaal. In dat geval geldt:
  - {\displaystyle \nabla _{1}A^{1}=\partial _{1}A^{1}+{\frac {1}{2}}g^{11}(\partial _{1}g_{11})A^{1}}
  - {\displaystyle \nabla _{1}A_{1}=\partial _{1}A_{1}-{\frac {1}{2}}g^{11}(\partial _{1}g_{11})A_{1}}